# Toulouse-le-Château
Toulouse-le-Château es una localidad y comuna francesa situada en la región de Franco Condado, departamento de Jura, en el distrito de Lons-le-Saunier y cantón de Sellières.

## Demografía
| 188 | 173 | 146 | 160 | 180 | 159 | 214 |
| Para los censos de 1962 a 1999 la población legal corresponde a la población sin duplicidades (Fuente: INSEE [Consultar]) |     |     |     |     |     |     |